# Fidelis Walch
Fidelis Walch (n. 1829, Imst, Tirol, Austria – d. 1915, București, România) a fost un pictor român de origine austriacă. A venit în București la începutul deceniului al șaselea al secolului al XIX-lea. Walch a îndeplinit funcția de profesor de desen la Liceul Sfântul Gheorghe din București unde l-a avut ca elev pe Theodor Pallady. Se știe că Walch dădea și lecții de desen anatomic împreună cu Sava Henția la școala de medicină condusă de Alexandru Davilla.
Criticul de artă Ion Frunzetti a menționat că, făcând o comparație între opera pictorului cu portretele de ctitori făcute de Theodor Aman din colecția de la Spitalul Colțea sau cu cele semnate de Nicolae Grigorescu, lui Fidelis Walch trebuie să i se recunoască meritul că s-a apropiat cu cinste de producția celor doi mari maeștri ai picturii românești. Frunzetti a considerat opera lăsată moștenire de Fidelis Walch ca fiind inferioară pregătirii sale artistice.

## Biografie
Fidelis Walch s-a născut în anul 1830 în localitatea Imst din regiunea tiroleză a Austriei. A făcut studii de pictură cu Wilhelm von Kaulbach la Munchen, fapt care i-a conferit desenului său o structură destul de solidă. Walch a venit în Principatele Române în dorința de a-și forma o clientelă din clasa avută a Bucureștiului. A sosit în capitală, în anii imediat anteriori Unirii Principatelor Române, dovadă stând în acest sens primele lucrări pe care și le-a datat în această perioadă.
Artistul a participat la prima Expoziție a artiștilor în viață din anul 1865, ceea ce dovedește că el era deja recunoscut ca pictor de către autoritățile românești și de publicul iubitor de artă.
Fidelis Walch a îndeplinit funcția de profesor de desen la Liceul Sfântul Gheorghe din București. L-a avut ca elev pe Theodor Pallady. Se știe că Walch dădea și lecții de desen anatomic împreună cu Sava Henția la școala de medicină condusă de Alexandru Davilla.
Fidelis Walch a murit în anul 1915 la București, fără a reuși să-și păstreze faima de artist cucerită în primii ani ai venirii sale în capitala României.

## Opera
Cel mai vechi tablou cunoscut astăzi ca aparținându-i este Portretul Elizei Carpenter și a fost datat în anul 1864. Acesta a fost realizat după model și a aparținut cu numărul de invetar Nr. 2075 - Muzeului Simu. Ange Pechméja a considerat că tabloul este „... un foarte bun desen, de o culoare justă, poate nițel cam rece, de o factură excelentă, indicând un talent exercitat".
În anul 1900, după cinci decenii, Walch a mai făcut după o fotografie Portretul lui Albert Carpentier - „un pendant”.[A] În ziarul Opiniunea Națională un cronicar a menționat că portretul făcut de Walch este „lucrat de aseminea cu multă fineță". Ca urmare Fidelis Walch a primit multe comenzi oficiale în jurul acestui an. Reprezentativ este portretul în picioare al Theodorei Cantacuzino (1867-1869) făcut la comanda Spitalului Colțea. Portretul Theodorei a rămas ca exponat în cadrul spitalului până în anul 1950, moment în care a trecut la Muzeul Național de Artă al României. În acest portret, pictorul a încercat să împace stilul bizantin și monumentalitatea portretelor de ctitori din vechea pictură murală de tradiție bisericească cu pictura de șevalet. În tot acest demers, Walch nu a vrut să dispară măreția bizantină și fără să sacrifice realitatea imaginii, el a reprezentat în toată strălucirea ei, plenitudinea vitală a tinerei înveșmântată ca o domniță cu hermină și mătăsuri lucitoare.
Criticul de artă Ion Frunzetti a menționat că, făcând o comparație între opera pictorului cu portretele de ctitori făcute de Theodor Aman din colecția de la Spitalul Colțea sau cu cele semnate de Nicolae Grigorescu, lui Fidelis Walch trebuie să i se recunoască meritul că s-a apropiat cu cinste de producția celor doi mari maeștri ai picturii românești. Astfel, nu i se pot face acestuia obiecții privitoare la compoziție, ecleraj sau desen, prestația sa fiind mai mult decât onorabilă. Dar, în opinia criticului, persistă răceala culorii, ca și în opinia cronicarului din anul 1865. Acest fapt este o consecință a neparticipării efective la viața modelului reprezentat. Există de fapt, o detașare profesională față de model, o atitudine destul de rigidă a pictorului față de rezultat, totul fiind considerat mai mult un rod al unei datorii și nu al unui sentiment al creației.
Amintirea portretelor murale nu se regăsește doar în Portretul Theodorei Cantacuzino, ci și în multe busturi realizate de Fidelis Walch. Această răceală a atitudinii este vizibilă în toate lucrările sale. La Muzeul Saint Georges există două portrete de femei realizate de Walch: Portretul lui Calipso Agaridi, soacra pictorului Constantin Pascali, și un bust al unei tinere femei din familia Orghidan.
La Muzeul de Artă din Craiova există două portrete realizate de Walch. Unul reprezintă o tânără din familia Opran și un portret de bărbat plin de sobrietate.
Walch a fost folosit de curtea regală a României și a lăsat posterității desene convenționale ca cele care se găsesc la Muzeul Național de Artă care-l reprezintă pe Carol I și Elisabeta în costume de gală pe un vârf de munte. Ion Frunzetti a considerat opera lăsată moștenire de Fidelis Walch ca fiind inferioară pregătirii sale artistice.